# Solenopsora chihuahuana
Solenopsora chihuahuana är en lavart som beskrevs av B. D. Ryan & Timdal. Solenopsora chihuahuana ingår i släktet Solenopsora och familjen Catillariaceae.   Inga underarter finns listade i Catalogue of Life.